# Olga Pallová
Olga Pallová (* 3. prosince 1947 Göstling an der Ybbs, Dolní Rakousy) je bývalá rakouská reprezentantka v alpském lyžování. Za své olympijské vítězství ve sjezdu v roce 1968 byla vyhlášena rakouskou sportovkyní roku.
Lyžování trénovala v Hallu spolu s mladší sestrou Lisi Pallovou. Od roku 1967 se účastnila Světového poháru v alpském lyžování, v němž vyhrála tři závody, a v roce 1968 získala malý křišťálový glóbus za sjezd, o který se dělila s Francouzkou Isabelle Mirovou. Na Zimních olympijských hrách 1968 zvítězila ve sjezdu, byla pátá v obřím slalomu a devátá ve slalomu speciál. Také obsadila páté místo v kombinaci, započítávané jako součást mistrovství světa v alpském lyžování. V letech 1968 a 1969 byla mistryní Rakouska ve sjezdu.
Po ukončení závodní kariéry v roce 1970 pracovala jako fyzioterapeutka a v letech 1990–2002 byla místopředsedkyní Rakouského lyžařského svazu. Sportovním funkcionářem byl i její manžel Ernst Scartezzini.